# Общество XX

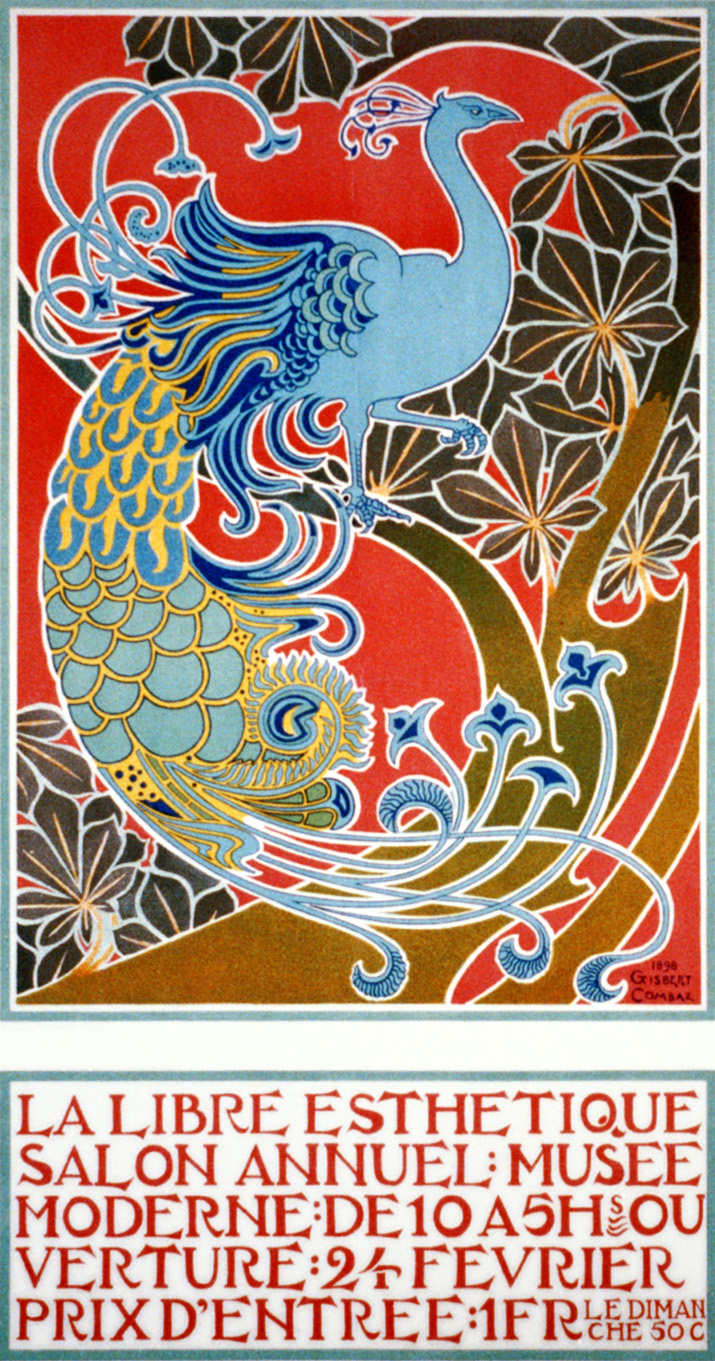
Плакат выставки общества «Свободная эстетика». 1898. Брюссель

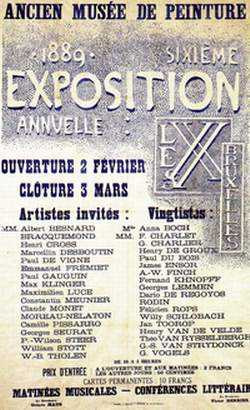
Афиша выставки Общества XX. 1889

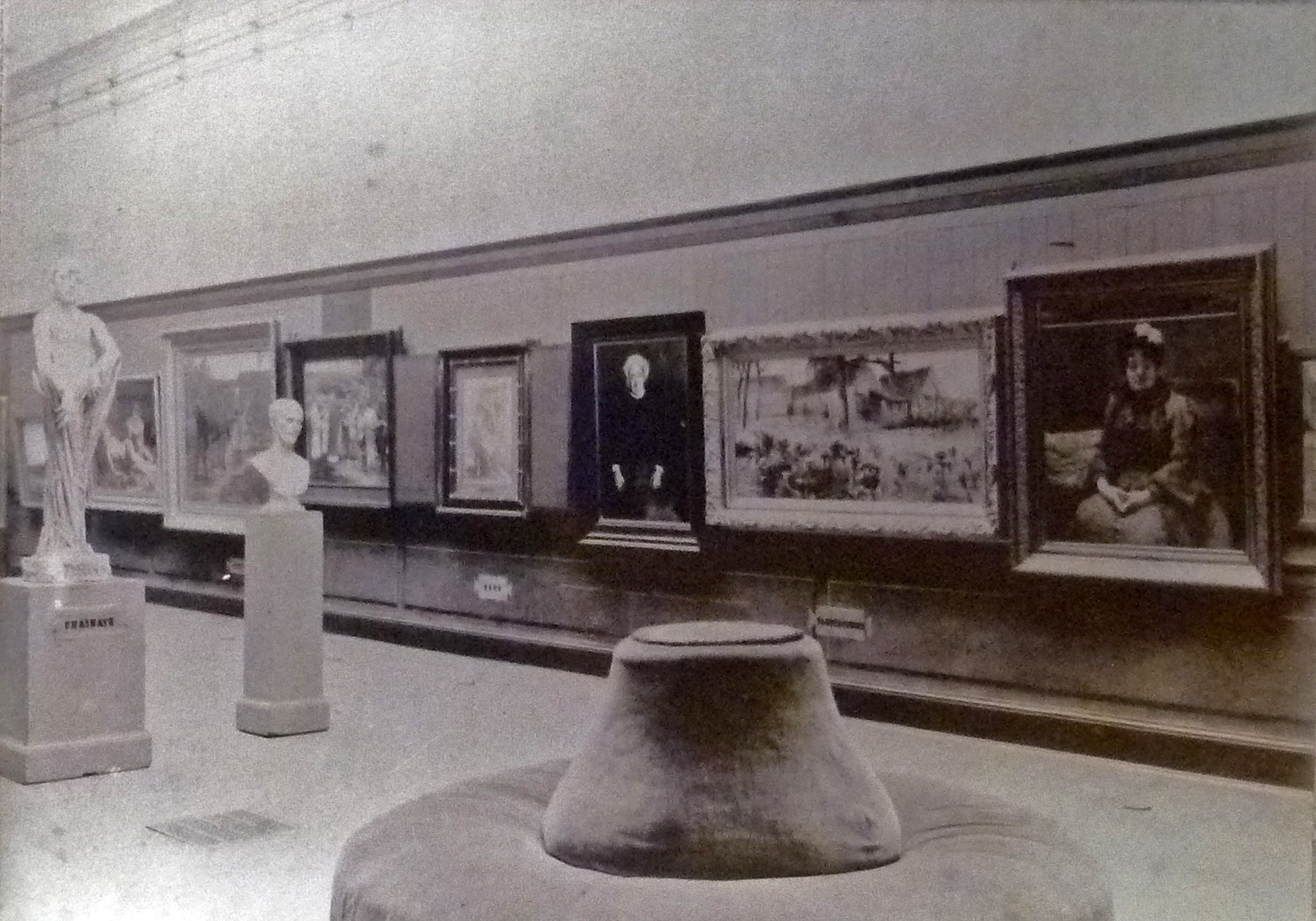
Экспозиция выставки Общества 1884 года

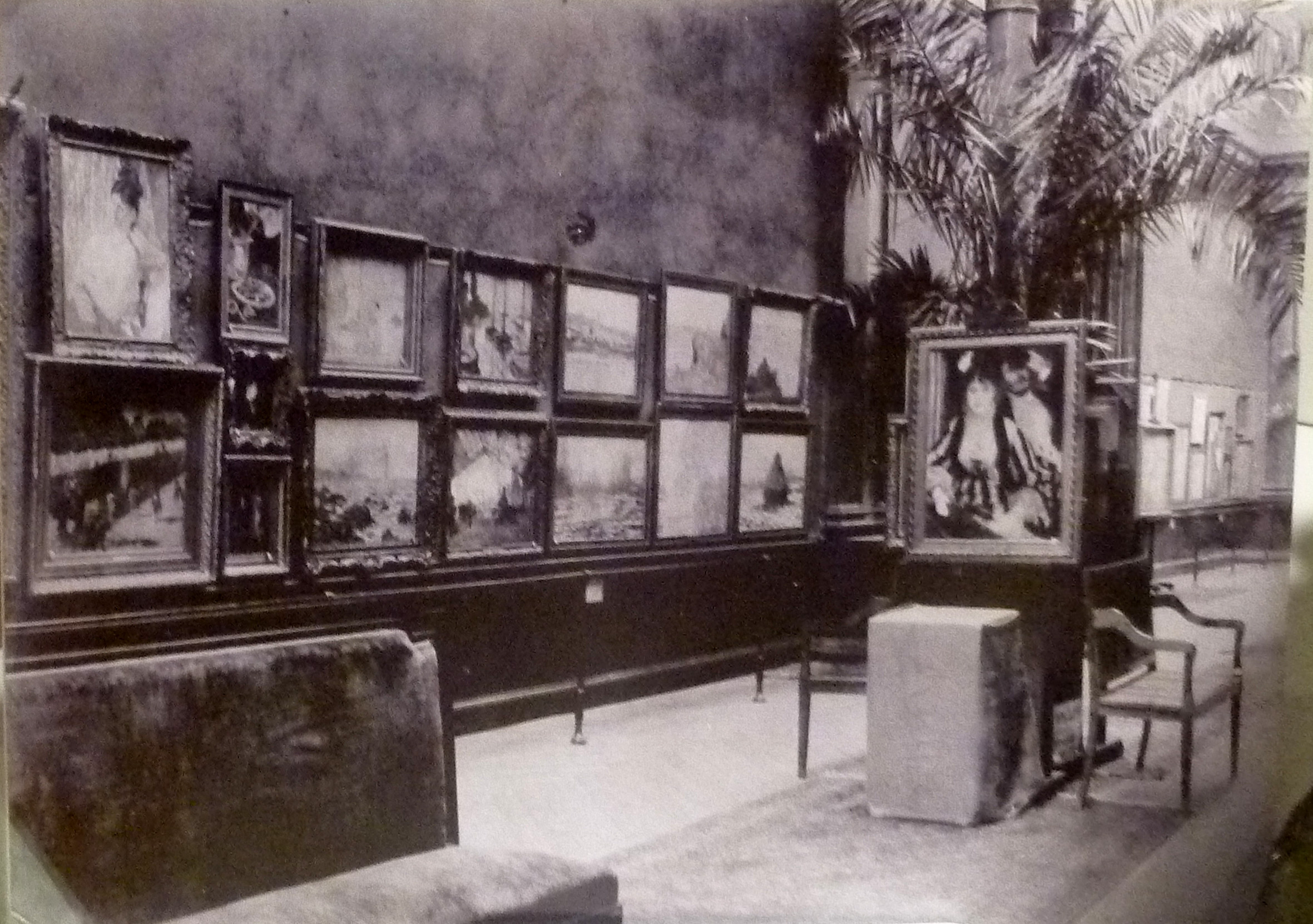
Выставка 1904 года

Общество XX, Общество двадцати (фр. Société des Vingt, кратко: Les XX или Les Vingt — Двадцатка), с 1894 года — «Свободная эстетика» (La Libre Esthétique), — объединение западноевропейских художников, созданное бельгийским живописцем-любителем, публицистом и музыкантом Октавом Маусом в январе 1884 года в Брюсселе.

## История
В марте 1881 года Октав Маус вместе с писателем, юристом и известным меценатом Эдмоном Пикаром при ближайшем участии Эмиля Верхарна и Камиля Лемонье организовал в Брюсселе издание журнала «Современное искусство» (L’Art Moderne).
Находясь в оппозиции к редакции журнала «Молодая Бельгия» (La jeune Belgique), объединявшего парнасцев и символистов, Октав Маус противопоставил лозунгу «искусство для искусства» понимание художественного творчества как социального фактора. В еженедельном салоне Эдмона Пикара и Октава Мауса собирались молодые писатели и художники-авангардисты.
В январе 1884 года Октав Маус стал основателем и секретарём художественного кружка «Общество XX» (Les XX), существование которого он продолжил в 1894 году созданием объединения «Свободная эстетика» (La Libre Esthétique; 1894—1914). Маус защищал всё новое в современном в искусстве. С 1902 по 1919 год он также был первым президентом Ассоциации франкоязычных бельгийских писателей.
В «Общество двадцати» вошли известные живописцы-постимпрессионисты и более молодые, будущие модернисты: Анри ван де Велде, Фернан Кнопф, Джеймс Энсор, Тео ван Рейссельберге, Жорж Леммен, брат и сестра Анна и Эжен Бош, Ксавье Меллери, Исидор Верхайден, Пит Верхарт и другие. Группа не имела председателя, её бессменным секретарём был Октав Маус.
Целью объединения было способствовать признанию и развитию новых течений в искусстве. Помимо дискуссий, концертов и лекций «Общество двадцати» организовывало в Брюсселе ежегодную художественную выставку, на которой были представлены как работы её членов, так и произведения приглашённых мастеров. Общество не имело какой-либо конкретной направленности, не придерживалось определённых эстетических теорий, однако в равной степени поддерживало любое авангардное начинание художников, отвергаемых в то время публикой и критикой.
Заслугой «Общества двадцати» является то что, отрешившись от консервативного академизма, оно способствовало открытию многих талантливых художников конца XIX столетия и предоставила им возможность заявить о себе. Так, к участию в её первой выставке в 1884 году были приглашены О. Роден, Дж. С. Сарджент и Дж. М. Уистлер. В 1887 году были приглашены Жорж Сёра, Берта Моризо и Камиль Писсарро. В 1890 году — А. де Тулуз-Лотрек; это была первая большая выставка, на которой он представил свои работы. На той же выставке можно было увидеть и шесть картин Винсента Ван Гога, одна из которых — «Красные виноградники в Арле» — была приобретена художницей, членом «Общества двадцати» Анной Бош. Долгое время эта картина считалась единственной задокументированной продажей работы Ван Гога при его жизни.
С 1894 года в общество, которое уже называлось «Свободная эстетика» (La Libre Esthétique), входили Жорж Минне, Одилон Редон, Огюст Роден, Джеймс Уистлер, Луи Анкетен, Ян Тороп и многие другие художники. В деятельности общества принимал участие Уильям Моррис, создатель движения «Искусства и ремёсла».
Под покровительством «Общества двадцати» в Брюсселе проходили концерты новейшей музыки, которыми руководил Эжен Изаи. Благодаря деятельности «Les Vingt» Брюссель в конце XIX столетия превратился в один из мировых центров нового искусства. Поиски «нового стиля» членов общества послужили одним из источников искусства ар-нуво, название которого впервые появилось на страницах журнала «Современное искусство».
Многие произведения художников объединения хранятся в Музее «Конца века» в Брюсселе.